# Hylaeus maculosus
Hylaeus maculosus là một loài Hymenoptera trong họ Colletidae. Loài này được Friese mô tả khoa học năm 1921.